# 2-（トリメチルシリル）エトキシメチル基
2-（トリメチルシリル）エトキシメチル基 (2-（トリメチルシリル）エトキシメチルき、2-(trimethylsilyl)ethoxymethyl group) とは、有機合成化学で用いられる保護基のひとつで、構造が (H3C)3SiCH2CH2OCH2- と表される1価の置換基のこと。アルコールのヒドロキシ基を保護するために用いられる。構造式上で SEM と略される。メトキシメチル基など他のアセタール系の保護基に比べ、弱酸に対して安定である。

## 保護
ヒドロキシ基を SEM保護する際にはメトキシメチル基と同様に、ウィリアムソン合成の手法が用いられる。
R-OH + SEM-Cl + i-Pr2NEt → R-O-SEM
SEM基はカルボキシル基の保護にも用いられる。

## 耐久性・脱保護
SEM基は酢酸水溶液程度の弱ブロンステッド酸には安定である。一方、臭化マグネシウムなどのルイス酸に対しては弱く、脱保護を受ける。シリル基を持つことからフッ化物イオンにより脱保護することができる。その際は TBAF などが用いられる。
R-O-SEM + TBAF → R-OH